# Scotorythra gomphias
Scotorythra gomphias är en fjärilsart som beskrevs av Edward Meyrick 1899. Scotorythra gomphias ingår i släktet Scotorythra och familjen mätare. Inga underarter finns listade.